# Rutherford (New Jersey)
Rutherford ist eine Stadt im Bergen County, New Jersey, USA. Sie wurde am 21. September 1881 gegründet. Das U.S. Census Bureau hat bei der Volkszählung 2020 eine Einwohnerzahl von 18.834 ermittelt.

## Geographie
Die geographischen Koordinaten der Stadt sind 40°49'44" nördliche Breite und 74°6'38" westliche Länge.
Nach dem United States Census Bureau hat die Stadt eine Gesamtfläche von 7,6 km², wovon 7,3 km² Land und 0,3 km² (4,11 %) Wasser ist.

## Geschichte
Der National Park Service weist für Rutherford fünf Bauwerke im National Register of Historic Places (NRHP) aus (Stand 23. Dezember 2018), darunter das William Carlos Williams House.

## Demographie
Nach der Volkszählung von 2000 gibt es 18.110 Menschen, 7.055 Haushalte und 4.670 Familien in der Stadt. Die Bevölkerungsdichte beträgt 2.488,4 Einwohner pro km². 81,99 % der Bevölkerung sind Weiße, 2,70 % Afroamerikaner, 0,04 % amerikanische Ureinwohner, 11,34 % Asiaten, 0,03 % pazifische Insulaner, 1,86 % anderer Herkunft und 2,03 % Mischlinge. 8,59 % sind Latinos unterschiedlicher Abstammung.
Von den 7.055 Haushalten haben 28,8 % Kinder unter 18 Jahre. 53,5 % davon sind verheiratete, zusammenlebende Paare, 9,2 % sind alleinerziehende Mütter, 33,8 % sind keine Familien, 28,3 % bestehen aus Singlehaushalten und in 10,7 % Menschen sind älter als 65. Die Durchschnittshaushaltsgröße beträgt 2,52, die Durchschnittsfamiliengröße 3,16.
20,8 % der Bevölkerung sind unter 18 Jahre alt, 7,4 % zwischen 18 und 24, 32,6 % zwischen 25 und 44, 24,6 % zwischen 45 und 64, 14,6 % älter als 65. Das Durchschnittsalter beträgt 39 Jahre. Das Verhältnis Frauen zu Männer beträgt 100:92,4, für Menschen älter als 18 Jahre beträgt das Verhältnis 100:90,3.
Das jährliche Durchschnittseinkommen der Haushalte beträgt 63.820 USD, das Durchschnittseinkommen der Familien 78.120 USD. Männer haben ein Durchschnittseinkommen von 51.376 USD, Frauen 39.950 USD. Der Prokopfeinkommen der Stadt beträgt 30.495 USD. 3,7 % der Bevölkerung und 2,3 % der Familien leben unterhalb der Armutsgrenze, davon sind 3,1 % Kinder oder Jugendliche jünger als 18 Jahre und 6,9 % der Menschen sind älter als 65.

## Persönlichkeiten

### Söhne und Töchter der Stadt
- John Marin (1870–1953), Maler
- William Carlos Williams (1883–1963), Schriftsteller
- Frederick Bellars (1888–1971), Langstreckenläufer
- Walter H. Stockmayer (1914–2004), Chemiker
- William Labov (1927–2024), Sprachwissenschaftler
- Louis Frey (1934–2019), Politiker
- Steve Cutler (* 1987), Wrestler

### Persönlichkeiten mit Bezug zur Stadt
- John Rutherfurd (1760–1840), Politiker
- Charlie Morrow (* 1942), Komponist und Klangkünstler; wuchs in Rutherford und Passaic auf
- Gerald J. Popek (1946–2008), Informatiker; schloss 1964 die Highschool als Jahrgangsbester an der Rutherford High School in Rutherford ab